# Litchiomyia chinensis
Litchiomyia chinensis är en tvåvingeart som beskrevs av Yang och Guang Yu Luo 1999. Litchiomyia chinensis ingår i släktet Litchiomyia och familjen gallmyggor. Inga underarter finns listade i Catalogue of Life.